# ايزورو شينمورا
إيزورو شينمورا (باليابانية: 新村 出؛ 4 أكتوبر 1876 – 17 أغسطس 1967) كان خبيرا لُغويا يابانيًّا وكاتبَ مقالات. يُعرَف على نطاق واسع بإسهاماته الكبيرة في علم اللغة اليابانية وصناعة المعاجم. تكريمًا له، تمنَح "جائزة إيزورو شينمورا" الحاملة لاسمه سنويًا تقديرًا للمساهمات البارزة في مجال اللغويات في اليابان.

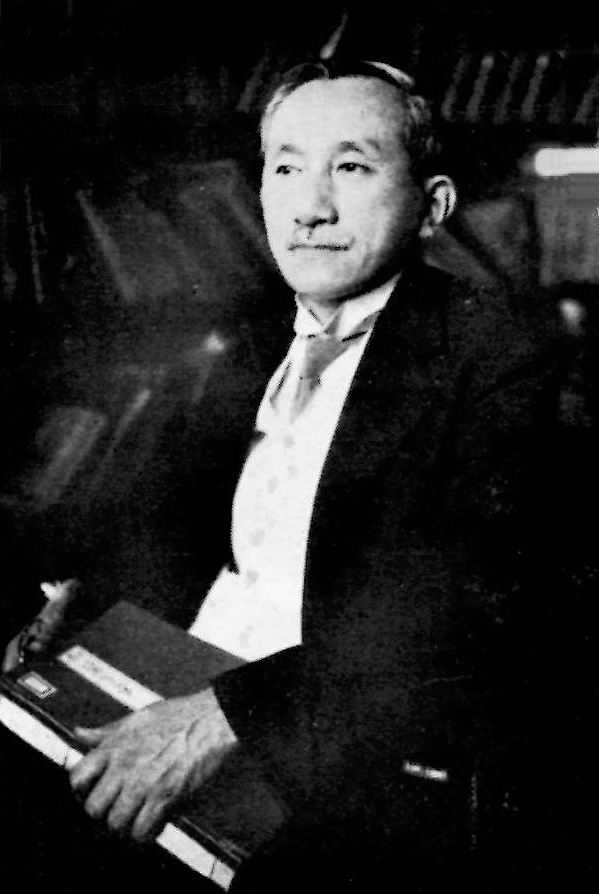
ايزورو شينمورا في صورة له.

## الخلفية
وُلد إيزورو شينمورا في محافظة ياماغوتشي في 4 أكتوبر 1876. تخرّج في جامعة طوكيو الإمبراطورية عام 1899، حيث درس فقه اللغة اليابانية تحت إشراف الأستاذ كازوتوشي أويدا. بين عامي 1906 و1909، درس في الخارج في كل من إنجلترا وألمانيا وفرنسا، حيث تخصّص في علم اللسانيات. في عام 1919، نال درجة الدكتوراه في الآداب.

## حياته المهنية

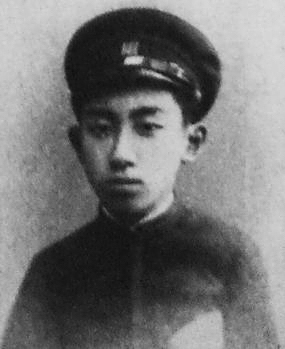
صورة لايزورو شينمورا في عمر 15 سنة عام 1891.

في عام 1902، درّس إيزورو شينمورا في المدرسة العليا للمعلمين في طوكيو، ثم انتقل في عام 1904 للتدريس في جامعة طوكيو الإمبراطورية. بعد عودته من الدراسة في الخارج، عمل لعدة سنوات كأستاذًا في جامعة كيوتو الإمبراطورية.
قام إيزورو شينمورا بإدخال خبراء اللسانيات الغربيين إلى اليابان، وأسّس الأساس الجوهري للعلوم اللسانية الحديثة في اللغة اليابانية. شملت أبحاثه دراسة التطور التاريخي للغة اليابانية، ودراسات مقارنة بينها وبين اللغات المجاورة، إضافة إلى بحوث في علم أصول المصطلحات. كما قدم إسهامات مهمة في دراسة نشاط المبشرين النصارى في اليابان خلال القرنين السادس عشر والسابع عشر.
ألف إيزورو شينمورا خلال مسيرته عددًا من المعاجم اليابانية، من أبرزها: جين (辞苑، بالعربية: "حديقة الكلمات") سنة 1935، وغينرين (言林، بالعربية: "غابة الكلمات") سنة 1949، وكوجين (広辞苑، بالعربية: "الحديقة الواسعة للكلمات") سنة 1955، وهو المعجم الذي اشتهر به أكثر من غيره.
في سنة 1956، مُنح إيزورو شينمورا وسام الثقافة تقديرًا لإسهاماته الكبيرة والمتعددة في ميدان اللغة والبحث اللغوي.

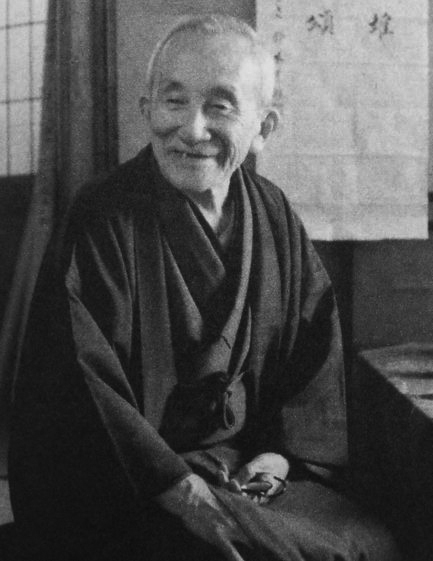
ایزورو شینمورا في عام 1956

## الأعمال الرئيسية
- "نَنبان ساراسا"، نشرته دار كايزوشا عام 1924
- "نَنبان كوكي"، نشرته دار إيوانامي شوتن، عام 1925
- "مسوّدة تاريخ اللغات في الشرق الأقصى"، نشرته دار إيوانامي شوتن، عام 1927
- "تاريخ أصول الكلمات في شرق آسيا"، نشرته دار أوكا شوين، عام 1930
- "غابة الكلمات"، نشرته دار زينكوكو شوبو، عام 1949

- " الحديقة الواسعة للكلمات"، نشرته دار إيوانامي شوتن، عام 1955